# Унтер Заксенхаузен (Кёльн)
Унтер Заксенхаузен (нем. Unter Sachsenhausen) — это 210-метровая улица на севере центральной части старого Кёльна с богатой историей. Здесь расположены многочисленные банки и страховые компании.

## История
Нынешнее название улицы Унтер Заксенхаузен не может быть отнесено к Саксонии, Франкфурту-Заксенхаузену или концентрационному лагерю Заксенхаузен. Скорее, название улицы возникло в результате преобразования названия «До 16 домов» («Unter 16 Häusern»). С тех пор, как эта улица была впервые названа в 1183 году, название улицы менялось не менее 15 раз.

### Формирование названия
В средние века улица находилась в районе Нидерих в Кёльне, находившемся за пределами городских стен (лат. extra muros civitatis/вне стен города) до второго расширения города (1106 г.) на севере Кёльна. Первоначально (между 1183 и 1233 годами) улица называлась Брайте Штрассе (Breite Straße) (нем.) (лат. lata platea/широкая улица), а в более ранних кадастровых рукописях она упоминается без наименования. А ещё раннее, в римское время, на этой территории находился кедровый лес и в нём располагалась усадьба Цедервальдхоф (Усадьба кедрового леса). Здесь позже проживали граф Генрих фон Зайн и его жена Мехтильда, которые в 1224 году продали имение братьям-аристократам Герхарду и Готтшальку Оверштольцам. На этой территории ранее располагался монастырь ордена целлитинок на Каттенбуге. Здесь на месте бывшего монастыря братья построили в 1224-1233 годах 16 домов блокированной застройки для сельскохозяйственных наёмных работников. В 1233 году братья разделили эту недвижимость по случаю смерти первой жены Готтшалька («Иды фон дер Зальцгассе»), после чего Готтшальк, в свою очередь, разделил часть своего имущества между своими детьми от первого брака. С 1233 года упоминаются эти «16 многоквартирных домов под одной крышей», от которых и произошло название улицы.
С 1304 г. название «до 16 домов» стало более распространённым. В записи налогового реестре Дюннвальда от 1535 года название улицы был искажено на Зайссен (Saissen). Напротив, Арнольд Меркатор, похоже, знал первоначальное название улицы, и на первом виде города Кёльна 1570 года она изображена на карте города «под XVI домами (huiseren)».

### Средневековье
Еще до постройки 16-ти домов Оверштольцем здесь, на «Широкой улице» на перекрёстке современных здания № 4 и Штолькгассе, в 1221 года был основан доминиканский монастырь «Святого Креста»; первое упоминание о нём относится к 1224 году. В 1250 году доминиканцы за 150 марок также приобрели прилегающую роскошную резиденцию покойного герцога Вальрама IV Лимбургского. После возведения домов Оверштольца на улице началось активное строительство. Шестая старейшая пивоварня в Кёльне («У пивного дерева/Zum Bierbaum») была построена в 1288 году в доме № 47, когда улица называлась «У шестнадцати домов/illa parte sedecim domorum». В 1364 году «Хаус цум Утлин/Haus zum Hutlin» был сдан как эмфитевзис в пользу аббатства Альтенберг, а 20 октября 1409 года священнослужитель Ричардус де Туитио отказался от всех прав викария в Хомберге в доме Йоханнеса де Вальде на этой же улице, но называвшейся уже «Улица между шестнадцатью домами/platea inter sedicim domos». «Хаус Хаймбойх/Haus Haymboich» был сдан в аренду Генрихом ван Гудесбергом 1 февраля 1470 г., а 28 января 1479 г. Гойсвинус Карпентатор объявил о прекращении аренды домов «Цум Шлюссель/Zum Schlüssel» и «Хаус Тхис/Haus Thiis» на улице уже «16 домов». В 1484 году шум и суета проституток настолько раздражали жителей, что городской совет Кёльна издал запрет на их проживание на Унтер Заксенхаузен.
В 1420 году Генрихом фон Горкумом на Макабеерштрассе (улица Маккавеев) была основана бурса, переехавшая  около 1431 г. на улицу «Под 16-ю домами», и которая в то время  являлась одним из самых уважаемых учебных заведений региона (ныне это гимназия Фридриха Вильгельма и располагается на Северинштрассе). Напротив доминиканского монастыря в бывшем «Ферзелен-конвенте» располагалась художественная школа, здание которой город приобрел у бегинок в 1398 году. 1 марта 1492 года капитул Кёльнского собора унаследовал поместье Линфальшуйс. 9 марта 1496 г. печатник Йоханнес Ланден завершил первый датированный оттиск «Прецепториум» в своей мастерской на улицу с названием «В пределах шестнадцати домов/intra sedecim domos». В 1508 г. владельцам таверн, постоялых дворов и продуктовых магазинчиков на Унтер-Заксенхаузен и некоторых других улицах (включая Эйгельштайн) было запрещено подавать студентам горячительные напитки. Книгопечатник Мельхиор фон Нойс переехал сюда не позднее 1533 года, как документирует Иоганнес Хетлер: «Напечатано tzo Coellen  vnder sieß tzyenhuyser anno 1 мая 1533 года». Не позднее 1587 года улица называлась «Под шестнадцатью домами». Доминиканский монастырь, его хозяйственные постройки и неф монастырской церкви были в значительной степени уничтожены пожаром 2 марта 1659 года.

### Отэпохи грюндерствадо XX века
- Улица в конце XIX веке
- Здание № 6 – Дом торгового советника Франца Карла Гийома[нем.] (около 1890)
- Здание № 35 – Дом Роберта Каафа (около 1890)
- Здание № 1–3 – Рейхсбанк (1896)
- Здание № 4 – Банковская ассоциация А. Шафхаузена (1896)
- Ныне не существующее здание Главного почтамта (1896)
- Здание № 1–3 – Рейхсбанк (около 1900)

Кёльнское страховое агентство Хагель переехало в здание, спроектированное Йозефом Фельтеном под номером 8 в первые дни 1861 года. В 1863 году кёльнская комплексная страховая компания переехала в здание позднего классицизма под номерами 10-12, также спроектированное Йозефом Фельтеном. Представительные здания должны были показывать свою важность и значение. Первое здание банка на улице - начало её более позднего развития в «банковскую милю» - было построено на месте снесённой Монтанэргимназии (№ 4) архитектором Германом Отто Пфлауме. Это был банковский дворец ассоциации А. Шафхаузена, построенный между 1859 и 1863 годами как восьмиколонное симметричное здание и имевшее большое значение для развития банковской системы Кёльна. Когда оно открылось 22 августа 1863 года, публика была восхищена роскошными чертами итальянского Возрождения, чёрной мраморной внутренней лестницей и бальным залом с лепниной, огромным зеркалом, позолоченной мебелью, желтыми шёлковыми обоями и занавесями. Здание было реконструировано в 1903 году и разрушено во время Второй мировой войны. Кёльнский архитектор Вильгельм Хоффманн, вернувшийся из Парижа, в 1870 году возвёл дворец-банк (№ 37) для Эдуарда фон Оппенгейма на участке,  который Оппенгейм приобрёл в 1867 году. В 1894 году архитектор Пфлаум построил трёхэтажное здание банка для Рейнско-Вестфальского Кредит-Банка под номером 2, которое было снесено в 1914 году и заменено зданием, почти не пострадавшим во время войны.
Между 1894 и 1897 годами на пространстве современного здания №№ 1-3 по проекту берлинского архитектора Макса Гасака в неоготическом стиле была построена штаб-квартира Рейхсбанка в Кёльне (позднее ставшая Центральным земельным банком, а ещё позже Немецким банком. Открытие 4 мая 1897 г. на «шикарной деловой улице» выявило гранитное колонное здание с просторным бальным залом, которое «напоминало княжеские хоромы». Это здание в годы войны получило значительные повреждения и в дальнейшем претерпело серьезные изменения.